# Hans von Kröcher
Hans Joachim Adolph von Kröcher (* 2. August 1783 in Lohm; † 28. April 1852 ebd.) war preußischer Landrat im Landkreis Ostprignitz.

## Leben

### Herkunft
Hans von Kröcher entstammte dem Adelsgeschlecht Kröcher. Seine Eltern waren der Domkapitular von Havelberg und Rittergutsbesitzer auf Lohm, Rodan und Sagast Hans von Kröcher (1755–1798) und Ehrengard, geb. von Krosigk (1761–1818), eine Tochter von Anton Friedrich von Krosigk (1721–1779).

### Werdegang
Kröcher trat im September 1797 als Standarten-Junker in das Kürassier-Regiment Nr. 2 „Malschitzky“ ein. Im Januar 1799 avancierte er zum Kornett und im Oktober 1800 zum Leutnant. Er nahm mit dem Regiment am Vierten Koalitionskrieg, insbesondere an der Schlacht bei Auerstedt und dem Gefecht bei Lübeck teil. Seinem Abschiedsgesuch wurde im Dezember 1807 mit der Erlaubnis die Armeeuniform zu tragen gewährt. 1811 erhielt er den Charakter als Rittmeister.
Bereits 1798 waren ihm in der Erbauseinandersetzung mit seinen Brüdern durch Los die Lehngüter Lohm und Helenenhof zugefallen, deren landwirtschaftlicher Bewirtschaftung er sich nach dem Militärdienst widmete. Sagast, das er ebenfalls aus der väterlichen Erbschaft übernahm, verkaufte er später.
Gesuche um Wiedereinstellung in die Armee vom September 1811 und März 1813 wurden zurückgewiesen. Im Juni 1813 wurde er Schwadronsführer beim 6. kurmärkischen Landwehr-Kavallerie-Regiment. Er nahm in dieser Stellung an den Befreiungskriegen, insbesondere an den Belagerungen von Magdeburg, Wittenberg und Wesel, der Schacht bei Flerus und den Gefechten bei Wavre und Namur teil. Während des Krieges erhielt er das Eiserne Kreuz II. Klasse. Im Februar 1816 wurde er dem 11. Husaren-Regiment aggregiert und erhielt im Juli 1819 mit dem Charakter als Major erneut seinen Abschied.
Bereits 1817 war er zum Landrat der Ostprignitz ernannt worden. Diese Stellung füllte er 33 Jahre aus und legte sie krankheitsbedingt 1850 nieder. Sein Nachfolger wurde Wilhelm von Kalckreuth.
Hans von Kröcher war Ritter des Johanniter-Ordens, des Roten Adler-Ordens IV. sowie des Roten Adler-Ordens III. Klasse mit Schleife.

### Familie
Er war seit 1811 mit Amalie von Krosigk (1793–1868), einer Tochter von Gebhard Anton von Krosigk (1754–1840) und Auguste Ernestine Elisabeth, geb. von der Schulenburg (1761–1840), verheiratet. Aus der Ehe gingen je drei Töchter und Söhne hervor.